# Monzón (Spagna)
Monzón (in catalano Montsó) è un comune spagnolo di 17 115 abitanti situato nella comunità autonoma dell'Aragona, capoluogo della comarca Cinca Medio.

## Storia
Nel 1089 Monzón fu strappata ai musulmani da Sancho I Ramirez, re d'Aragona. 
Fu sede dell'Ordine dei templari in Aragona dal 1143 al 1308.
Nel 1143 fu infeudata all'ordine dei Templari che la elessero a sede di commenda. Quando l'ordine si estinse (1307) Monzón passò sotto la giurisdizione dei cavalieri di San Giovanni di Gerusalemme, durata sino alla fine del XVIII secolo. 
Dal 1134 vi si riunirono più volte le cortes aragonesi-catalane e aragonesi-valenzane. 
Nel febbraio e nel marzo del 1626 fu la sede delle trattative in corso tra Francia e Spagna che portarono alla conclusione della guerra della Valtellina. 
La pace di Monzón, firmata nell'aprile di quell'anno, ma datata al 5 del mese precedente, rappresentò per la Spagna un importante successo perché dichiarò l'indipendenza della Valtellina dai Grigioni protestanti (indipendenza che di fatto rimase soltanto formale e transitoria, visto che nel 1639 le Tre Leghe ripresero il controllo della valle), nominò un governo autonomo per la valle e vi riconobbe come unica religione ammessa la confessione cattolica.

## Monumenti e luoghi d'interesse
- La concattedrale di Santa María del Romeral, costruita tra la fine del XII secolo e l'inizio del XIII secolo in stile gotico e mudéjar, dal 1995 concattedrale della diocesi di Barbastro-Monzón.

## Amministrazione

### Gemellaggi
- Muret